# Martyna Jelińska
Martyna Jelińska (ur. 5 maja 1992 w Toruniu) – polska florecistka, medalistka mistrzostw Polski. Młodzieżowa mistrzyni Europy drużynowo (2012) i indywidualnie (2014).

## Kariera sportowa
Była zawodniczką Budowlanych Toruń, od 2020 jest zawodniczką AZS AWF Poznań.
Na mistrzostwach Polski seniorów zdobyła cztery medale indywidualnie: srebrny medal w 2018, 2019 i 2021 oraz brązowy medal w 2017 oraz osiem medali drużynowo: złoty w 2017, srebrne w 2010, 2016, 2018, 2020 i 2021 oraz brązowe medale w 2014, 2015, 2019.
W 2010 została brązową medalistką mistrzostw świata juniorek w turnieju drużynowym (z Hanną Łyczbińską, Martą Łyczbińską i Emilią Rygielską). W 2009 (z Hanną Łyczbińską, Martą Łyczbińską i Emilią Rygielską) i 2010 (z Natalią Gołębiowską, Martą Hausman i Iwoną Olbromską) zdobyła brązowe medale mistrzostw Europy juniorek w turnieju drużynowym. W 2012 została młodzieżową mistrzynią Europy w turnieju drużynowym (z Hanną Łyczbińską, Martą Łyczbińską i Emilią Rygielską), w 2014 młodzieżową mistrzynią Europy w turnieju indywidualnym, w 2014 i 2015 młodzieżową wicemistrzynią Europy w turnieju drużynowym (w obu startach z Mariką Chrzanowską, Martyną Długosz i Anną Szymczak).
W 2017 zdobyła brązowy medal Letniej Uniwersjady w turnieju drużynowym (z Julią Chrzanowską, Hanną Łyczbińską i Julią Walczyk).
Reprezentowała Polskę na mistrzostwach świata w 2013 (50 m. indywidualnie, 5 m. drużynowo), 2016 (10 m. drużynowo), 2017 (44 m. indywidualnie, 10 m. drużynowo), 2018 (29 m. indywidualnie, 9 m. drużynowo) oraz na mistrzostwach Europy w 2015 (5 m. drużynowo), 2016 (19 m. indywidualnie, 5 m. drużynowo) 2017 (14 m. indywidualnie, 6 m. drużynowo), 2018 (26 m. indywidualnie, 5 m. drużynowo).
W czerwcu 2024 na Mistrzostwach Europy w Bazylei w Szwajcarii zdobyła srebrny drużynowo z Hanną Łyczbińską, Martyną Synoradzką i Julią Walczyk-Klimaszyk.